# Alcimochthes limbatus
Alcimochthes limbatus là một loài nhện trong họ Thomisidae.
Loài này thuộc chi Alcimochthes. Alcimochthes limbatus được Eugène Simon miêu tả năm 1885.

## Hình ảnh

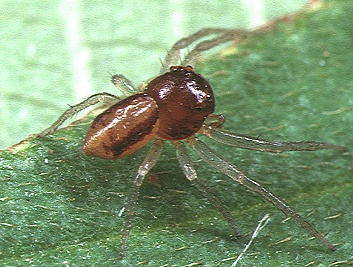